# یرکیش

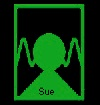

یرکیش Yerkish زبانی مصنوعی است، که برای کاربرد برای پستانداران به جز انسان ساخته شده‌است. برای اینکار باید پستانداران از کیبورد برای زدن کلیدهایی که لکسیمون نامیده می‌شوند، و مربوط به چیزها یا اندیشه‌ها هستند، استفاده کنند. این زبان توسط ارنست ون گلاسرزفلد گسترش یافت و توسط دوان رامباگ و سو ساواج-رامباگ از دانشگاه ایالت جرجیا به کار گرفته شد.